# Das Beste aus den Jahren 1970-78
Albums de Mireille Mathieu
Die Welt ist schön Milord
(1999) Nur das Beste
(2000)
 Das Beste aus den Jahren 1970-78  est une compilation allemande de la chanteuse française Mireille Mathieu sortie en 2000 regroupant 18 chansons de Mireille datant de 1970 à 1978.

## Chansons de la compilation
1. Die Kinder von Montparnasse (Christian Bruhn/Georges Buschor)
2. Au revoir mon amour (Christian Bruhn/Georges Buschor)
3. Die weiße Rose (Christian Bruhn/Georges Buschor)
4. Die Spatzen von Paris (Christian Bruhn/Georges Buschor)
5. Wann kommst du wieder (Christian Bruhn/Georges Buschor)
6. Korsika (Christian Bruhn/Georges Buschor)
7. Ich hab' geglaubt (Christian Bruhn/Georges Buschor)
8. Regen ist schön (Christian Bruhn/Georges Buschor)
9. Drei Matrosen aus Marseille (Christian Bruhn/Georges Buschor)
10. Die Tage der Liebe (Christian Bruhn/Georges Buschor/Schubert)
11. Mon Père (Für meinen Vater) (Christian Bruhn/Georges Buschor)
12. Wenn es die Liebe will (Christian Bruhn/Georges Buschor)
13. Merci, Antonio (Christian Bruhn/Georges Buschor)
14. Winter in Canada (Christian Bruhn/Georges Buschor)
15. Feuer, Wasser, Luft und Erde (Christian Bruhn/Michael Kunze)
16. Wenn es weh tut, ist es Liebe (Christian Bruhn/Michael Kunze)
17. Alle Kinder dieser Erde (Christian Bruhn/Fred Jay)
18. Sie oder ich (Christian Bruhn/Günther Behrle)